# Sendas marcadas
Sendas marcadas es una película española dirigida por Joan Bosch, comenzada a rodar en 1957 y estrenada en 1959.
Se trata de un film multigenérico en el que una historia policíaca sirve de enlace entre diferentes episodios en los que se mezclan «la comedia, el género fantástico, el melodrama e incluso el cine religioso».

## Reparto
| Actor                 | Personaje       |
| --------------------- | --------------- |
| Adriano Rimoldi       | inspector Ojeda |
| Antonio Puga          | Andrés          |
| Paco Martínez Soria   | taxista         |
| Ana María Améndola    | Tesa            |
| Ángel Jordán          | Javier          |
| Francisco Piquer      | Mendoza         |
| Montserrat Julió      | policía         |
| Luis Induni           | padre de Jorge  |
| Carlos de Ronda       | Bernardo        |
| Carlos Otero          | César           |
| Santiago Medrano      | Pablo           |
| Miguel Palenzuela     |                 |
| María Dolores Gispert |                 |
| Estanis González      |                 |

## Argumento
Un peligroso delincuente es detenido tras una accidentada persecución por la montaña. Como está anocheciendo, el inspector, un gendarme y el malhechor deben guarecerse en un refugio de montaña, donde se encuentran con otras personas en la misma circunstancia.
Allí, para pasar el rato amenamente, los presentes explican diversas historias que tratan sobre la influencia del destino en la vida de las personas. Estos episodios son:
- la huida de un director de hotel tras cometer un desfalco;
- el encuentro en un refugio de montaña entre un esquiador y una misteriosa mujer,
- la horripilante historia de un taxista y su pasajera de ultratumba,
- la historia de un criminal y el inspector que lo detiene, y
- el robo en una iglesia de una figura sacra.

## Producción, realización y estreno
Inicialmente la película se llamaba Historias del destino, pero el título no fue del agrado de la censura y se optó por cambiarlo por Sendas marcadas.
La producción corría a cargo de Alexandre Martí Gelabert (1918-2015), quien había creado en 1957 la productora Urania Films. La realización de la película dependía económicamente del vencimiento de unas letras de cambio, teniendo que ajustar su rodaje al cobro de las mismas. Se empezó a rodar en 1957, y «se necesitó todo un año para acabar el film».
La película fue rodada en los estudios IFI y los exteriores se realizaron, entre otros sitios, en Prades, Matadepera, Guardiola de Berga, Montserrat y en el macizo de Pedraforca, bien cerca de la cima.
La película se estrenó en el cine Fantasio de Barcelona el 4 de mayo de 1959.